# بينايجيمبلا

شعار البلدية

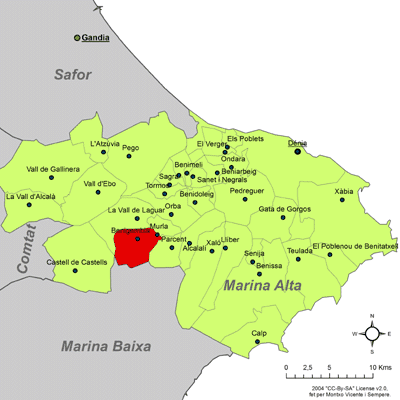
موقع البلدية

بلدية بني جَمْلة أو (نقحرة: بينايجيمبلا) (بالإسبانية: Benigembla)‏, هي بلدية تقع في مقاطعة لقنت. جنوب شرق إسبانيا. يبلغ عدد سكانها 615 نسمة.

## وصلات خارجية
- (بالإسبانية)